# 26 mai en sport
26 avril 26 juin
Chronologies thématiques
- Croisades
- Ferroviaires
- Disney

Le 26 mai (146e jour de l'année ou 147e en cas d'année bissextile) en sport.

## Événements

### XXesièclede1901à1950
- 1923 :
  - (Sport automobile) : départ de la première édition des 24 Heures du Mans.
- 1935 :
  - (Sport automobile) : Avusrennen.
- 1946 :
  - (Football) : le Lille OSC remporte la Coupe de France en s'imposant 4-2 en finale face au Red Star.

### XXesièclede1951à2000
- 1957 :
  - (Football) : le Toulouse FC remporte la Coupe de France en s'imposant 6-3 en finale face au SCO Angers.
  - (Rugby à XV) : le FC Lourdes remporte le Championnat de France de rugby en s'imposant 16-13 en finale face au Racing club de France.
- 1958 :
  - (Formule 1) : Grand Prix automobile des Pays-Bas.
- 1963 :
  - (Formule 1) : Grand Prix automobile de Monaco.
- 1965 :
  - (Football) : le Stade rennais remporte la Coupe de France en s'imposant 3-1 en finale face au CS Sedan.
- 1968 :
  - (Formule 1) : Grand Prix automobile de Monaco.
- 1974 :
  - (Football) : le KSV Waregem remporte la Coupe de Belgique en s'imposant 4-1 en finale face au KSK Tongres.
  - (Formule 1) : Grand Prix automobile de Monaco.
- 1982 :
  - (Football) : Aston Villa remporte la Ligue des champions en s’imposant 1-0 en finale face au Bayern Munich.
- 1984 :
  - (Athlétisme) : Sergueï Bubka porte le record du monde du saut à la perche à 5,85 mètres.
  - (Rugby à XV) : l’AS Béziers remporte le Championnat de France de rugby en s'imposant aux pénalités en finale face au SU Agen.
- 1990 :
  - (Rugby à XV) : le Racing club de France remporte le Championnat de France de rugby en s'imposant 22-12 en finale face au SU Agen.
- 1993 :
  - (Football) : l'Olympique de Marseille remporte la Ligue des champions en s’imposant en finale à Munich le Milan AC 1 à 0, sur un coup de tête de Basile Boli, et devient ainsi le premier club français à remporter une compétition européenne.
- 1998 :
  - (Basket-ball) : Pau-Orthez est champion de France masculin.
- 1999 :
  - (Football) : Manchester United remporte la Ligue des champions en s’imposant 2-1 en finale face au Bayern Munich.

### XXIesiècle
- 2001 :
  - (Football) : Le RC Strasbourg remporte la Coupe de France en s'imposant aux tirs au but en finale face au Amiens SC.
- 2002 :
  - (Compétition automobile) :
    - (Formule 1) : au Grand Prix automobile de Monaco, victoire du Britannique David Coulthard sur une McLaren-Mercedes.
    - (Indy 500) : Hélio Castroneves gagne la course des 500 miles d'Indianapolis.
- 2004 :
  - (Football) : Le FC Porto remporte la Ligue des champions en s’imposant 3-0 en finale face à l’AS Monaco.
- 2007 :
  - (Compétition automobile /Indy 500) : Dario Franchitti remporte la 91e édition des 500 miles d'Indianapolis, une course interrompue par la pluie après 166 tours alors que Franchitti était en tête. Il devient le second pilote écossais après Jim Clark en 1965 à s'imposer sur le mythique Indianapolis Motor Speedway. Hélio Castroneves double vainqueur de l'épreuve en 2001 et 2002 est parti en pole position, tandis que Tony Kanaan réalise le meilleur tour en course, en 40 s 2829 (à la moyenne de 359,482 km/h).
  - (Football /Coupe d'Allemagne) : Le FC Nuremberg remporte la Coupe d'Allemagne en battant le VfB Stuttgart sur le score de 3-2, lors de la finale disputée au Stade olympique de Berlin.
- 2013 :
  - (Compétition automobile /Formule 1) : au Grand Prix automobile de Monaco, victoire de l'Allemand Nico Rosberg sur une Mercedes.
  - (Tennis /Tournoi du Grand Chelem) : début de la 112e édition des internationaux de France de tennis à Paris, France.
- 2015 :
  - (Cyclisme sur route /Tour d'Italie) : l'Espagnol Mikel Landa remporte en solitaire la 16e étape du Tour d'Italie à Aprica. Son compatriote Alberto Contador, troisième de l'étape, garde le maillot rose de leader.
- 2016 :
  - (Cyclisme sur route /Tour d'Italie) : sur la 18e étape du Tour d'Italie 2016, victoire de l'Italien Matteo Trentin et le Néerlandais Steven Kruijswijk conserve le maillot rose.
  - (Football /Ligue des champions féminine) : au Mapei Stadium-Città del Tricolore de Reggio d'Émilie en Italie, l’Olympique Lyonnais remporte sa 3e Ligue des champions en dominant les Allemandes de Wolfsburg (1-1, 4-3 aux T.A.B) en finale. La formation de Jean-Michel Aulas conclut sa saison en beauté en réalisant un incroyable triplé cette saison (championnat, coupe nationale et Ligue des champions).
- 2017 :
  - (Cyclisme sur route /Giro) : sur la 19e étape du Tour d'Italie 2017, victoire de l'Espagnol Mikel Landa et c'est le Colombien Nairo Quintana qui s'empare du maillot rose.
- 2021 :
  - (Cyclisme sur route /Tour d'Italie) : sur la 17e étape du Tour d'Italie qui se déroule entre Canazei et Sega di Ala, sur une distance de 193 km, victoire de l'Irlandais Dan Martin. Le Colombien Egan Bernal conserve le maillot rose.
  - (Football /Ligue Europa) : à Gdańsk, en Pologne, l'équipe de Villarreal CF remporte la Ligue Europa en éliminant le club de Manchester United 11 tirs au but à 10 après un match nul 1-1.
- 2023 :
  - (Cyclisme sur route /Tour d'Italie) : sur la 19e étape du Tour d'Italie qui se déroule entre Longarone Vénétie et Tre Cime di Lavaredo sur une distance de 183 km, victoire du Colombien Santiago Buitrago. Le Britannique Geraint Thomas conserve le maillot rose.
- 2024 :
  - (Compétition automobile /Formule 1) : sur la 70e édition du Grand Prix automobile de Monaco, victoire historique du Monégasque Charles Leclerc à domicile, devant son public, sa famille et ses amis, arrachant même des larmes au Prince Albert II. L'Australien Oscar Piastri termine second et l'Espagnol Carlos Sainz termine troisième. Le départ a été houleux et a envoyé quatre voitures au tapis[1].
  - (Cyclisme sur route /Tour d'Italie) : le Slovène Tadej Pogačar remporte la 107e édition du Tour d'Italie.
  - (Hockey sur glace /Mondial masculin) : la Tchéquie remporte la finale du Championnat du monde de hockey face à la Suisse (2-0). La Suède complète le podium.
  - (Tennis /Tournoi du Grand Chelem) : début de la 123e édition des internationaux de France de tennis à Paris en France qui se déroule jusqu'au 9 juin 2024.
- 2025 :
  - (Multisports / Jeux des petits États d'Europe) : début de la 20e édition des Jeux des petits États d'Europe qui se déroule en Andorre jusqu'au 31 mai 2025.

## Naissances

### XIXesiècle
- 1863 :
  - Bob Fitzsimmons, boxeur britannique. Champion du monde poids moyens de boxe de 1891 à 1894, champion du monde poids lourds de boxe de 1897 à 1899 puis champion du monde poids mi-lourds de boxe de 1903 à 1905. († 22 octobre 1917).
- 1874 :
  - Henri Farman, cycliste sur piste et sur route, pilote de courses automobile, aviateur puis industriel britannique et ensuite français. († 17 juillet 1958).
- 1878 :
  - Lucien Huteau, footballeur français. Médaillé d'argent aux Jeux de Paris 1900. († 16 février 1975).
- 1887 :
  - Joseph Bavozet, joueur de rugby à XV français. (3 sélections en équipe de France). († 15 mai 1967).
  - Louis Berlinguette, hockeyeur sur glace canadien. († 2 juin 1959).
- 1889 :
  - Victor Linart, cycliste sur piste belge puis français. Champion du monde de cyclisme sur piste du demi-fond 1921, 1924, 1926 et 1927. († 23 octobre 1977).

### XXesièclede1901à1950
- 1905 :
  - René Bondoux, fleurettiste français. Champion olympique par équipes aux Jeux de Los Angeles 1932 et médaillé d'argent par équipes aux Jeux de Berlin 1936. († 6 mai 2001).
- 1907 :
  - Arturo Rodríguez, boxeur et joueur de rugby à XV argentin. Champion olympique des +79,4kg aux Jeux d'Amsterdam 1928. († 22 novembre 1982).
- 1909 :
  - Matt Busby, footballeur puis entraîneur écossais. Vainqueur de la Coupe des clubs champions 1968. (1 sélection en équipe nationale). Sélectionneur de l'équipe d'Écosse en 1958. († 20 janvier 1994).
- 1912 :
  - Carolin Babcock, joueuse de tennis américaine. († 25 mars 1987).
- 1915 :
  - Srđan Mrkušić, footballeur yougoslave puis serbe. (11 sélections avec l'équipe de Yougoslavie). († 30 octobre 2007).
- 1921 :
  - Stan Mortensen, footballeur puis entraîneur anglais. (25 sélections en équipe nationale). († 22 mai 1991).
- 1923 :
  - André Alvarez, joueur de rugby à XV français. (20 sélections en équipe de France). († 28 août 2005).
- 1932 :
  - Ramón Hoyos, cycliste sur route et sur piste colombien. Vainqueur des Tours de Colombie 1953, 1954, 1955, 1956 et 1958. († 19 novembre 2014).
- 1933 :
  - Jean Graczyk, cycliste sur route et sur piste français. Médaillé d'argent de la poursuite par équipes aux Jeux de Melbourne 1956. († 27 juin 2004).
  - Paul Tignol, joueur de rugby à XV français. (2 sélections en équipe de France). († 31 août 1995).
- 1936 :
  - Warren Reynolds, basketteur canadien.
- 1944 :
  - Sam Posey, pilote de courses automobile américain.
- 1946 :
  - Werner Bleiner, skieur alpin autrichien.

### XXesièclede1951à2000
- 1953 :
  - Dan Roundfield, basketteur américain. († 6 août 2012).
- 1954 :
  - Éric Saul, pilote de moto français.
- 1956 :
  - Simon Tahamata, footballeur et ensuite entraîneur néerlandais puis belge. (22 sélections avec l'équipe des Pays-Bas).
- 1957 :
  - Roberto Ravaglia, pilote de courses automobile italien.
- 1960 :
  - Romas Ubartas, athlète de lancer soviétique puis lituanien. Médaillé d'argent du disque aux Jeux de Séoul 1988 puis champion olympique du disque aux Jeux de Barcelone 1992. Champion d'Europe d'athlétisme du disque 1986.
- 1966 :
  - Zola Budd, athlète de fond sud-africaine. Championne du monde de cross-country 1985 et 1986.
- 1972 :
  - Alex Dias Almeida, footballeur brésilien.
- 1973 :
  - Martin Kolomý, pilote automobile de rallye-raid tchèque.
- 1974 :
  - Lars Frölander, nageur suédois. Médaillé d'argent du relais 4 × 200 m aux Jeux de Barcelone 1992 et aux Jeux d'Atlanta 1996 puis champion olympique du 100 m papillon aux Jeux de Sydney 2000.
- 1975 :
  - Gildas Mahé, navigateur français.
  - Carl Verheijen, patineur de vitesse néerlandais. Médaillé de bronze du 10 000 m et de la poursuite par équipes aux Jeux de Turin 2006.
- 1976 :
  - Adel Chedli, footballeur tunisien. Champion d'Afrique de football 2004 et 2011. (49 sélections en équipe nationale).
  - Paul Collingwood, joueur de cricket anglais. (24 sélections en test cricket).
- 1977 :
  - Romain Froment, joueur de rugby à XV français. Vainqueur du Bouclier européen 2003. (1 sélection en équipe de France).
  - Luca Toni, footballeur italien. Champion du monde de football 2006. (47 sélections en équipe nationale).
- 1978 :
  - Tang Hamilton, basketteur américain.
  - Dan Parks, joueur de rugby à XV écossais. (67 sélections en équipe nationale).
- 1979 :
  - Natalya Nazarova, athlète de sprint russe. Médaillée d'argent du relais 4 × 400 m aux Jeux d'Athènes 2004. Champion du monde d'athlétisme du relais 4 × 400 m 1999
  - Martina Novotná, volleyeuse tchèque.
- 1981 :
  - Anthony Ervin, nageur américain. Champion olympique du 50 m nage libre et médaillé d'argent du relais 4 × 100 m nage libre aux Jeux de Sydney 2000. Champion du monde de natation du 50 m et 100 m nage libre 2001.
  - Răzvan Raț, footballeur roumain. Vainqueur de la Coupe UEFA 2009. (113 sélections en équipe nationale).
  - Ben Zobrist, joueur de baseball américain.
- 1984 :
  - Mikel Nieve, cycliste sur route espagnol.
- 1986 :
  - Sylvie Gruszczynski, basketteuse française.
- 1987 :
  - Madeleine Dupont, curleuse danoise.
  - Mehdi Marzouki, poloïste français. (85 sélections en équipe de France).
- 1988 :
  - Will Chambers, joueur de rugby à XIII australien. Champion du monde de Rugby à XIII 2017. (7 sélections en équipe nationale).
  - Jakub Řezníček, footballeur tchèque.
  - Rasmus Stjerne, curleur danois.
  - Akito Watabe, skieur de combiné nordique japonais. Médaillé d'argent du tremplin normal aux Jeux de Sotchi 2014 et aux Jeux de Pyeongchang 2018 puis médaillé de bronze du grand tremplin et par équipes aux Jeux de Pékin 2022. Champion du monde de combiné nordique par équipes 2009.
- 1989 :
  - Thomas Fabbiano, joueur de tennis italien.
- 1990 :
  - Alexandre Bardenet, épéiste français. Champion du monde d'escrime par équipes 2019 et 2022.
  - Rob Harley, joueur de rugby à XV écossais. (23 sélections en équipe nationale).
  - Matthieu Rosset, plongeur français. Médaillé d'argent en mixte puis médaillé de bronze au tremplin de 1 m et au tremplin à 3 m en synchronisée aux CE de plongeon 2011, champion d'Europe de plongeon du tremplin à 3 m et en mixte puis médaillé de bronze du tremplin à 1 m 2012, médaillé de bronze du plongeon à 1 m aux CE de plongeon 2014, champion d'Europe de plongeon du tremplin à 1m  et 3 m 2015 puis champion d'Europe de plongeon du mixte par équipes et médaillé de bronze du tremplin à 1m 2017.
  - Guillaume Rufin, joueur de tennis français.
- 1991 :
  - Chris Mavinga, footballeur franco-congolais. (5 sélections avec l'équipe de RD Congo).
  - Orlann Ombissa-Dzangue, athlète de sprint française.
- 1992 :
  - Curtis Rona, joueur de rugby à XIII et à XV australien. (3 sélections avec l'équipe d'Australie de rugby à XV).
  - Germain Sanou, footballeur franco-burkinabé. (28 sélections avec l'équipe du Burkina Faso).
- 1993 :
  - Katerine Savard, nageuse canadienne. Médaillée de bronze du relais 4 × 200 m nage libre aux Jeux de Rio 2016.
  - Jimmy Vesey, hockeyeur sur glace américain.
- 1994 :
  - Lindsey Horan, footballeuse américaine. Championne du monde de football 2019. Vainqueur de la Ligue des champions féminine 2022. (131 sélections en équipe nationale).
  - Caroline Jouisse, nageuse en eau libre française.
- 1995 :
  - Juan Ferney Otero, footballeur colombien.
  - Nicky Evrard, footballeuse belge. (57 sélections en équipe nationale).
- 1996 :
  - Lukáš Haraslín, footballeur slovaque. (28 sélections en équipe nationale).
- 1997 :
  - Maëlle Filopon, joueuse de rugby à XV française. (15 sélections en équipe de France).
- 1998 :
  - Montassar Talbi, footballeur franco-tunisien. (27 sélections avec l'équipe de Tunisie).
- 1999 :
  - Antoine Bernede, footballeur français.
  - Évita Muzic, cycliste sur route française.
  - Johan Price-Pejtersen, cycliste sur route et sur piste danois.
- 2000 :
  - Océane Cassignol, nageuse en eau libre française. Championne du monde de natation du 5 km par équipes en eau libre 2017.
  - Ángelos Liásos, footballeur grec.
  - Taisei Miyashiro, footballeur japonais.
  - Cyril Ngonge, footballeur belge.

### XXIesiècle
- 2001 :
  - Alexander Prass, footballeur autrichien.
- 2003 :
  - Dominick Barlow, basketteur américain.
  - Simen Kvia-Egeskog, footballeur norvégien.
- 2004 :
  - Jake Girdwood-Reich, footballeur australien.

## Décès

### XXesièclede1901à1950
- 1903 :
  - Marcel Renault, 31 ans, pilote de courses automobile et industriel français. (° 14 mai 1872).
- 1927 :
  - Aimé Cassayet, 34 ans, joueur de rugby à XV français. Médaillé d'argent aux Jeux de Paris 1924. (31 sélections en équipe de France). (° 9 avril 1893).

### XXesièclede1951à2000
- 1954 :
  - Lionel Conacher 52 ans, sportif complet canadien ayant pratiqué le hockey sur glace, le football canadien, la crosse, le baseball, le football américain, la boxe et la lutte puis devenu homme politique. (° 24 mai 1901).
- 1955 :
  - Alberto Ascari, 36 ans, pilote de courses automobile italien. (° 13 juillet 1918).
- 1956 :
  - Michel Lecointre, 29 ans, joueur de rugby français. (1 sélection en équipe de France). (° 3 juillet 1926).
- 1959 :
  - Ed Walsh, 78 ans, joueur de baseball américain. (° 14 mai 1881).
- 1960 :
  - André Jousseaume, 65 ans, cavalier de dressage français. Champion olympique par équipes aux Jeux de Los Angeles 1932, d'argent par équipes aux Jeux de Berlin 1936, champion olympique par équipes et médaillé d'argent en individuel aux Jeux de Londres 1948 puis médaillé de bronze en individuel aux Jeux d'Helsinki 1952. (° 27 juillet 1894).
- 1969 :
  - Paul Hawkins, 31 ans, pilote de courses automobile australien. (° 12 octobre 1937).
- 1972 :
  - Martim Silveira, 61 ans, footballeur brésilien. (6 sélections en équipe nationale). (° 2 mars 1911).
- 1974 :
  - Silvio Moser, 33 ans, pilote de courses automobile suisse. (° 24 avril 1941).
- 1983 :
  - Jack Stewart, 66 ans, hockeyeur sur glace canadien. (° 6 mai 1917).
- 1989 :
  - Don Revie, 61 ans,  footballeur puis entraîneur anglais. (6 sélections en équipe nationale). Sélectionneur de l'équipe d'Angleterre de 1974 à 1977 puis de l'équipe des Émirats arabes unis de 1977 à 1980. (° 10 juillet 1927).

### XXIesiècle
- 2001 :
  - Vittorio Brambilla, 63 ans, pilote de F1 italien. (1 victoire en Grand Prix). (° 11 novembre 1937).
- 2002 :
  - Mamo Wolde, 69 ans, athlète de fond éthiopien. Champion olympique du marathon et médaillé d'argent du 10 000 m aux Jeux de Mexico 1968 puis médaillé de bronze du marathon aux Jeux de Munich 1972. (° 12 juin 1932).
- 2005 :
  - Chico Carrasquel, 77 ans, joueur de baseball vénézuélien. (° 23 janvier 1928).
- 2006 :
  - Ted Schroeder, 84 ans, joueur de tennis américain. Vainqueur du Tournoi de Wimbledon 1949, des Coupe Davis 1946, 1947, 1948 et 1949. (° 20 juillet 1921).
- 2007 :
  - Marek Krejčí, 26 ans, footballeur slovaque. (° 20 novembre 1980).
  - Howard Porter, 58 ans, basketteur américain. (° 31 août 1948).
- 2009 :
  - Peter Zezel, 44 ans, hockeyeur sur glace canadien. (° 22 avril 1965).
- 2016 :
  - Ted Dumitru, 76 ans, footballeur puis entraîneur roumain. Sélectionneur de l'équipe de Zambie de 1981 à 1982, de l'équipe du Swaziland de 1983 à 1984, de l'équipe de Namibie de 2000 à 2001 et de l'équipe d'Afrique du Sud de 2005 à 2006. (° 2 septembre 1939).
  - Kazimierz Barburski, 73 ans, épéiste polonais. Médaillé de bronze de l'épée par équipes aux Jeux de Mexico 1968. (° 5 août 1942).
- 2018 : Roger Piantoni, 86 ans, footballeur français. (37 sélections en équipe de France). (° 26 décembre 1931).
- 2020 :
  - Cliff Pennington, 80 ans, joueur de hockey sur glace canadien. Médaillé d'argent lors du tournoi olympique des Jeux d'hiver de 1960. (° 18 avril 1940).
- 2021 :
  - Adrián Babič, 24 ans, coureur cycliste slovaque. (° 14 novembre 1996).
  - Murray Dowey, 95 ans, joueur de hockey sur glace canadien. Champion olympique lors du tournoi des Jeux d'hiver de 1948. (° 3 janvier 1926).
  - Umaru Din Sesay, 77 ans, footballeur sierraléonais. Secrétaire d'État de la Jeunesse, des Sports et de la Mobilisation sociale de la Sierra Leone en 1997. (° 10 février 1944).
- 2022 :
  - Enyu Todorov, 79 ans, lutteur bulgare. Médaillé d'argent dans la catégorie des moins de 63 kg aux Jeux olympiques de 1968. Champion d'Europe de la même catégorie en 1969 et en 1970 et vice-champion en 1966. (° 22 février 1943).